# Тележники (Островский район)
Тележники — деревня в Бережанской волости Островского района Псковской области.
Расположена в 20 км к юго-западу от города Остров и в 1 км к северо-востоку от деревни Дубки.
Численность населения деревни по состоянию на 2000 год составляла 43 жителя.
До 3 июня 2010 года входила в состав ныне упразднённой Рубиловской волости с центром в д. Дубки.